# Candaules en Gyges

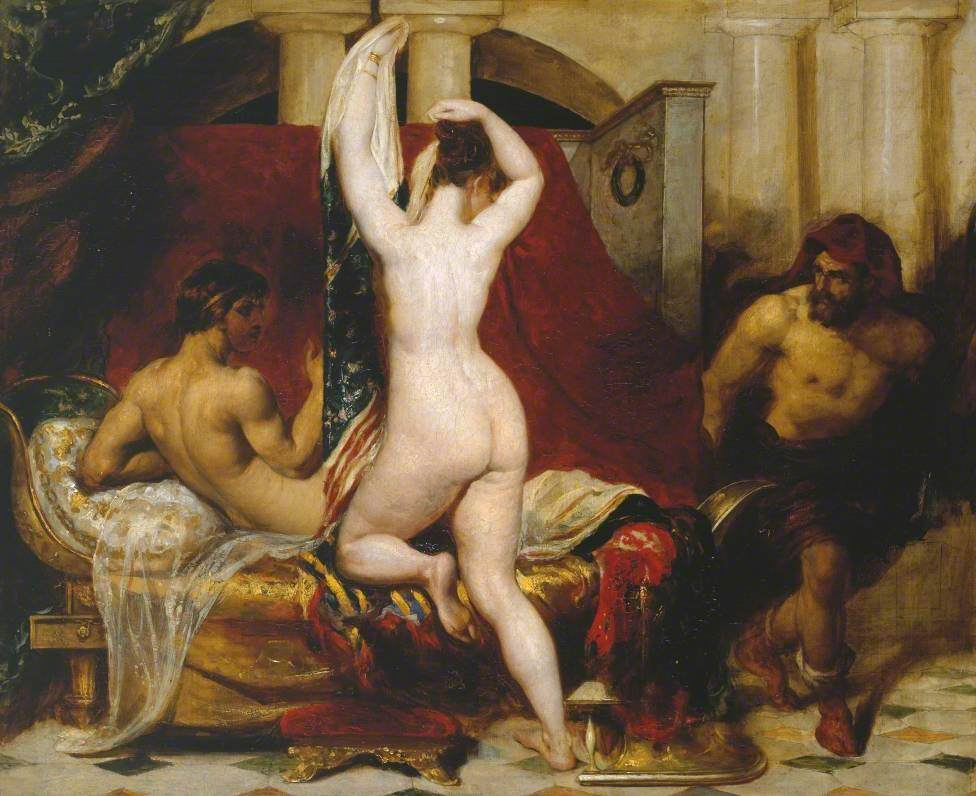
William Etty, Gyges ziet de koningin

De tekst Candaules en Gyges werd geschreven door Herodotus in zijn Historiae als verklaring voor het begin van de dynastie van de Mermnaden (zie ook Gyges van Lydië). De tekst heeft een zekere historische waarde ook al is ze discutabel. Deze tekst was opgenomen in een van de beroemde digressies of uitweidingen.
De officiële aanduiding is als volgt: Hdt., I.8-12 dat staat voor Herodotus, Historiën, Boek I, Hoofdstuk 8 tot en met 12.

## De tekst
I.8
(Die) Kandaules werd dus verliefd op zijn eigen vrouw en in zijn verliefdheid was hij ervan overtuigd dat hij veruit de mooiste vrouw van allemaal had. En zo, met die gedachte, besprak hij ook zijn belangrijkste bekommernis, meer bepaald de schoonheid van zijn vrouw die hij bovenmatig prees, met Gyges, want van (alle) lijfwachten was Gyges, zoon van Daskulos, voor hem de meest geknipte man (daarvoor).
En na korte tijd, het moest nu eenmaal slecht aflopen met Kandaules, zei hij tegen Gyges het volgende: Gyges, omdat ik sterk betwijfel of jij mij wel gelooft wanneer ik over de schoonheid van mijn vrouw aan het spreken ben – bij de mensen zijn oren nu eenmaal minder betrouwbaar – moet je ervoor zorgen dat je haar naakt zal (kunnen) aanschouwen.
Hij riep luid: ‘Meester, jij doet een onfatsoenlijk voorstel door mij te bevelen mijn meesteres naakt te aanschouwen ; samen met haar onderkleed trekt een vrouw immers ook haar zelfrespect uit.
Reeds lang hebben mensen fatsoensnormen, waaruit men moet leren: de volgende is er een van, bekijk enkel de dingen van jezelf. Ik ben ervan overtuigd dat zij de mooiste is van alle vrouwen en ik vraag je geen onbehoorlijke dingen te vragen.
I.9
Met die woorden protesteerde Gyges, omdat hij vreesde dat er daaruit voor hem ongeluk zou voortkomen, maar Kandaules antwoordde: Wees gerust, Gyges, en wees niet bang dat ik je met dit voorstel op de proef stel, of dat mijn vrouw je schade zou toebrengen. Vanaf het begin zal ik het immers zo regelen dat zij niet te weten komt dat jij haar bespiedt.
Want ik zal je in onze slaapkamer achter de open deur plaatsen. Nadat ik binnengegaan ben, zal ook mijn vrouw de slaapkamer binnengaan. Er staat een stoel bij de ingang. Mijn vrouw zal daarop haar kledij, nadat ze ze stuk voor stuk uitgetrokken heeft, leggen en jij zal haar in alle stilte kunnen aanschouwen.
Wanneer ze weggaat van de stoel, naar het bed, en met haar rug naar jou staat, moet je er vanaf dan voor zorgen dat ze jou niet door de deur ziet buitengaan.
I.10
In de mening dat hij er niet aan kon ontsnappen, gaf hij zich gewonnen. Toen het bedtijd was, troonde Kandaules Gyges mee naar de slaapkamer. Kort daarna verscheen ook zijn vrouw. Ze legde haar kleren af en werd aanschouwd door Gyges.
Toen ze met haar rug naar hem stond en naar het bed ging, sloop hij van achter de deur naar buiten, maar de vrouw zag hem naar buiten gaan. In de wetenschap dat haar echtgenoot hier achter zat, gilde ze niet en hoewel ze te schande was gemaakt, liet ze niets merken, met de gedachte om Kandaules <later> te straffen.
Bij de Lydiërs is het immers, evenals bij de andere niet-Grieken, bijna altijd zeer schandelijk als zelfs een man naakt gezien wordt.
I.11
Toen toonde ze op die manier niets en hield ze zich rustig. Maar zodra het dag was, bereidde ze de slaven van wie ze wist dat ze hen het meest kon vertrouwen, voor en riep ze Gyges. Omdat hij geen vermoeden had dat zij iets wist van wat er gebeurd was, ging hij naar haar toen hij geroepen werd. Hij was ook immers vroeger gewoon te komen telkens als zijn meesteres hem riep.
Zodra Gyges aangekomen was zei de vrouw het volgende: "Er zijn voor jou nu twee wegen aanwezig, Gyges, ik geef jou de keuze welk van beide je wil inslaan. Want ofwel moet je Kandaules doden en krijg je mij en het koningschap van Lydië, ofwel moet je dadelijk zelf sterven zonder meer, opdat je voortaan niet meer zou zien wat je niet mag zien door Kandaules in alles te gehoorzamen.
Maar het is werkelijk nodig dat ofwel degene die dat bedacht heeft omkomt (gedood wordt) ofwel jij die mij naakt bekeken hebt en gedaan hebt wat niet gebruikelijk is." Gyges was eerst wel zeer verwonderd over wat ze gezegd had, maar vervolgens smeekte hij haar om hem niet te dwingen over zo'n keuze te beslissen.
Hij kon haar dus niet overtuigen, maar hij zag dat hij werkelijk moest kiezen om ofwel zijn meester te doden, ofwel zelf gedood te worden door anderen. Hij koos om zelf in leven te blijven. Hij vroeg dus het volgende: "Aangezien je mij dwingt mijn meester te doden, hoewel ik niet wil, komaan, laat mij dan horen op welke wijze wij hem dan wel zullen aanvallen."
Zij nam het woord over en zei: "De aanval zal precies van op dezelfde plaats gebeuren waar ook hij met mij naakt gepronkt heeft en zal gebeuren wanneer hij inslaapt."
I.12
Toen ze de aanslag beraamd hadden en het nacht geworden was - Gyges onttrok zich immers niet, er was helemaal geen ontsnapping mogelijk voor hem, ofwel moest hijzelf doodgaan ofwel Kandaules - volgde hij de vrouw tot in de slaapkamer en zij verstopte hem achter dezelfde deur, nadat ze hem een dolk gegeven had.
En daarna, toen Kandaules ging slapen, sloop Gyges van achter de deur tevoorschijn, doodde hem en kreeg zowel de vrouw als het koningschap.